# WinRAR
WinRAR (Windows Roshal ARchive) é um software compactador e descompactador de dados, distribuído pela licença shareware, criado por Eugene Roshal e distribuído por Alexander Roshal. Possibilita comprimir e descomprimir arquivos nos formatos RAR, ZIP e muitos outros formatos de compactação. Pode também criar novos arquivos nos formatos RAR e ZIP.
No Brasil, o WinRAR é distribuído pela SiliconAction desde 2004.
Existe ainda, para outros sistemas operacionais o software RAR, do mesmo autor e com funções semelhantes.

## Principais formatos suportados pelo WinRAR
Abaixo, é listado todos os formatos suportados pelo WinRAR de compactação e descompactação.

### Com suporte completo (adicionar, editar e extrair)
- RAR
- ZIP

### Com suporte incompleto (extrair somente)
- CAB
- ARJ
- LZH
- TAR
- GZ e TAR.GZ
- BZ2 e TAR.BZ2
- ACE
- UUE
- JAR (Java Archive) (A versão mais atual permite a alteração de arquivos .JAR)
- ISO (ISO9660 - Imagem de CD)
- 7Z
- Z (Unix compress)

## História
Versões
- Linha de comando RAR e UnRAR foram lançados no Outono de 1993.
- Versão em desenvolvimento WinRAR 1.54b foi lançado em 1995 como 16-bit aplicativo do Windows 3.1x.
- Versão 2.00 foi lançado em 06 de setembro de 1996. A versão 2.06 é a última a suportar Windows 3.1x e Windows NT 3.x
- Desde a versão 3.00 (maio de 2002), o novo formato de arquivo RAR3 é implementado. Os novos arquivos compactados não podem ser geridos por versões antigas do WinRAR.
- Desde a versão 3.50 (agosto de 2005), WinRAR adiciona suporte para peles de interface e temas e suporte do Windows XP x64.
- Desde a versão 3.60 (agosto de 2006), WinRAR inclui uma versão multithreaded do algoritmo de compressão, o que melhora a velocidade de compressão em sistemas com processadores múltiplos, dual-core, ou CPUs Hyper-Threading habilitados.
- Desde a versão 3.70 (cerca de janeiro de 2007), WinRAR possui suporte para Windows Vista.
- Desde a versão 3.80 (setembro de 2008), suporte para arquivos ZIP, que contêm nomes de arquivo Unicode em UTF-8.
- Desde a versão 3.90 (maio de 2009), o WinRAR adiciona suporte para o Windows x64 nativo e suporte ao Windows 7. Também suporte aprimorado para multithreading.
- Versão 3.91 é a última versão que suporta valenciana.
- Versão 3.92 é a última versão que suporta cirílico sérvio e o sérvio Latina.
- Versão 4.00 (março de 2011) acelera descompressão em até 30%. Windows 98, Windows Me e Windows NT não são mais suportados; a versão mínima exigida é o Windows 2000.
- Desde a versão 4.10 (janeiro de 2012), WinRAR remove todas as limitações ZIP agora permitindo que um número ilimitado de arquivos e tamanho do arquivo. WinRAR agora também permite criar arquivos ZIP de vários volumes. Arquivos ZIP agora incluem nomes de arquivo Unicode.
- Desde a versão 4.20 (junho de 2012), a velocidade de compressão em modo SMP foi aumentado significativamente, mas esta melhoria foi feita à custa do aumento do uso de memória. Compressão ZIP agora usa SMP também. O modo SMP padrão não consegue lidar com o texto; compressão de texto é significativamente pior, a menos opções adicionais são usados. Além disso, a compatibilidade do Windows 2000 foi removido.
- Desde a versão 5.00 (setembro de 2013), o novo formato de arquivo RAR5 é implementado. Os novos arquivos compactados não podem ser gerenciados por versões antigas do WinRAR. Este novo formato apresenta um dicionário máximo 1 GB (apenas na versão 64 bits).
- A última versão a suportar Windows XP é a 6.02.

## Licença
O software é distribuído como "experimente antes de comprar"; pode ser usado sem custos durante 40 dias.. Quando o período expira, as funcionalidades não empresariais permanecem disponíveis, uma medida que visa desencorajar a pirataria. Na China , uma edição pessoal gratuita é fornecida oficialmente desde 2015.
Embora o arquivamento com o formato RAR seja proprietário, a RARLAB fornece como freeware protegido por direitos autorais o código-fonte C++ do descompactador UnRAR atual, com uma licença que permite que ele seja usado em qualquer software, permitindo assim que outros produzam software capaz de descompactar, mas não criar, arquivos RAR. 
O RAR para Android é gratuito. Ele exibe anúncios; mediante pagamento, eles podem ser desativados. Uma licença para WinRAR não fornece supressão de anúncios para o RAR para Android.

## Personalização
A partir da versão 3.50, é possível personalizar o programa, fazendo com que esses temas mudem completamente os ícones entre outras configurações, além da forma padrão da interface.